# اتفاق وقف إطلاق النار وفصل القوات
اتفاق وقف إطلاق النار والفصل بين القوات المعروفة أيضاً باسم اتفاقية موسكو لعام 1994، تم التوقيع عليها من قبل أطراف النزاع الجورجي الأبخازي في موسكو في 14 مايو 1994. وقد شهدها ممثلو الأمم المتحدة والاتحاد الروسي ومؤتمر الأمن والتعاون في أوروبا. تم الاعتراف بالاتفاق في قرار مجلس الأمن رقم 934.
اتفقت جورجيا وأبخازيا على وقف إطلاق النار وإنشاء منطقة أمنية خالية من الأسلحة الثقيلة التي تفصل بين الطرفين. وستقوم قوة حفظ سلام تابعة لرابطة الدول المستقلة بمراقبة الامتثال للاتفاق بمساعدة بعثة مراقبي الأمم المتحدة في جورجيا.